# 카일 세커
카일 시코어(Kyle Secor, 영어 발음: /ˈsiːkɔːr/, 1957년 5월 31일 ~ )는 미국의 배우이다.
터코마에서 태어났다.

## 출연 작품

### 영화
- 돌아오지 않는 KAL 007 (1988, Shootdown)
- 분노의 캠퍼스 (1989, Heart of Dixie)
- 마지막 만찬 (1991, Late for Dinner)
- 닥터 (1991)
- 유혹의 결투 (1991, Delusion)
- 굿바이 뉴욕 굿모닝 내 사랑 (1991)
- 적과의 동침 (1991) - 플라이슈먼 역
- FBI 기동 타격대 5 (1992, In the Line of Duty: Siege at Marion)
- 언테임드 (1993, Untamed Heart) - 하워드 역
- 이브의 반란 (1993, Silent Victim)
- Midnight Runaround (1994)
- 고공침투 (1994)
- Her Desperate Choice (1996)
- Beat (2000)
- 시간의 주름 (2003)
- 더 퍼지: 심판의 날 (2016)

### 텔레비전
- 로앤오더: 범죄 전담반 (1996)
- 파티 오브 파이브 (1999)
- 베로니카 마스 (2004-07)
- 커맨더 인 치프 (2005-06) - 로드 캘러웨이 역
- 히든 팜스 (2007) - 앨런 "스킵" 매슈스 역
- Women's Murder Club (2007)
- 크리미널 마인드 (2010) - 돈 샌더슨 역
- 9-1-1: 론 스타 (2021)